# Praia de La Concha (São Sebastião)

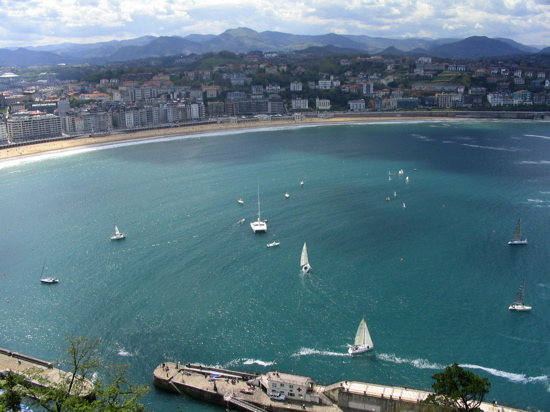
Praia da Concha.

A Praia da Concha é uma praia situada na Baía da Concha, na cidade de San Sebastián (Espanha). É a praia urbana mais famosa de todo o país.
Localizada ao oeste da desembocadura do rio Urumea, separada do mesmo pelo monte Urgull e alojada na Baía da Concha, tem comprimento médio de 1350 m, largura média de 40 m e uma área média de 54 000 m².
É uma praia de substrato arenoso e pouca profundidade, na que o recorrido das marés muitas vezes limita a superfície útil para o uso. Pode considerar-se uma praia de ambiente urbano e uso maciço. Os acessos pedetres a ela são bons, assim como os transportes públicos e estacionamentos subterrâneos. É além disso desde 2007, um dos Doze tesouros da Espanha.